# Federica Piovano
Federica Piovano (Roma, 14 ottobre 1981) è una golfista italiana.

## Biografia
Da dilettante ha vinto 6 titoli italiani, è arrivata seconda nel mondiale a squadre 1998 e ha vinto l'Europeo a squadre 2000
Passa professionista nel 2003.
Fra i pro finora ha come risultato più interessante la vittoria nel Siemens austrian ladies Open 2005.
Nel 2005 è stata 27a nel ranking europeo.